# Aschalew Tamene
Aschalew Tamene Seyoum (en amharique : አስቻለው ታመነ ስዩም), né le 22 novembre 1991 à Dila, est un footballeur international éthiopien qui joue au poste de défenseur central au Fasil Kenema et en équipe d'Éthiopie.

## Biographie

### En équipe nationale
Tamene reçoit sa première sélection en équipe d'Éthiopie le 7 juin 2015, en amical contre la Zambie (victoire 0-1).
Il participe ensuite à la Coupe CECAFA des nations 2015 qui se déroule dans son pays natal. Lors de cette compétition, il joue six matchs. L'Éthiopie se classe troisième du tournoi en battant le Soudan aux tirs au but lors de la « petite finale ».
Il prend ensuite part au championnat d'Afrique des nations 2016. il joue trois matchs lors de ce tournoi organisé au Rwanda, qui voit l'Éthiopie ne pas dépasser le premier tour.
Tamene inscrit son premier but en équipe nationale le 26 juillet 2019, contre Djibouti. Ce match gagné 0-1 entre dans le cadre des éliminatoires du championnat d'Afrique des nations 2020. Le 22 octobre 2020, il marque un but contre la Zambie, toutefois ce match n'est pas reconnu par la FIFA. Son deuxième but officiel est inscrit le 7 septembre 2021, contre le Zimbabwe, lors des éliminatoires du mondial 2022.
Il dispute ensuite en début d'année 2022, la Coupe d'Afrique des nations 2021 organisée au Cameroun,.

## Palmarès
| Saint-George - Championnat d'Éthiopie (2) : - Champion : 2015-16 et 2016-17. - Coupe d'Éthiopie (1) : - Vainqueur : 2016. |  | Éthiopie - Coupe CECAFA des nations : - 3e : 2015. |

## Statistiques

### Buts internationaux
Les scores et les résultats indiquent le décompte des buts de l'Éthiopie en premier.
| Date             | Lieu                                                             | Adversaire | Buts | Résultat | Concurrence                                            |
| ---------------- | ---------------------------------------------------------------- | ---------- | ---- | -------- | ------------------------------------------------------ |
| 26 juillet 2019  | Stade El Hadj Hassan Gouled Aptidon, Ville de Djibouti, Djibouti | Djibouti   | 1 –0 | 1–0      | Qualifications Championnat d'Afrique des nations 2020  |
| 22 octobre 2020  | Stade d'Addis-Abeba, Addis-Abeba, Éthiopie                       | Zambie     | 2 –1 | 2–3      | Amical (non reconnu par la FIFA)                       |
| 7 septembre 2021 | Stade Bahir Dar, Bahir Dar, Éthiopie                             | Zimbabwe   | 1 –0 | 1–0      | Qualifications pour la Coupe du monde de football 2022 |